# Gitta Trauernicht

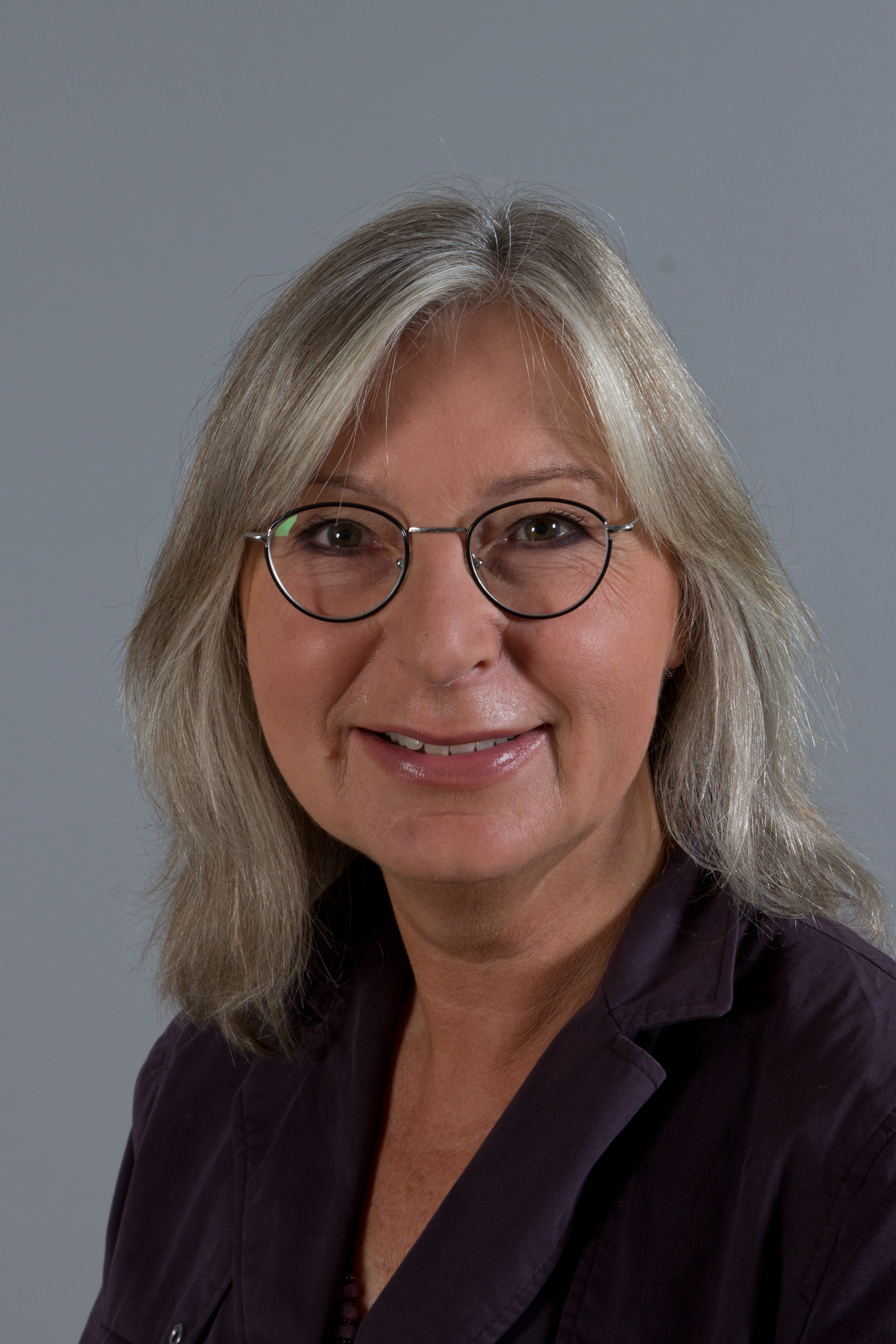
Gitta Trauernicht, 2013

Brigitte „Gitta“ Trauernicht-Jordan (* 30. April 1951 in Emden) ist eine ehemalige deutsche Politikerin (SPD). Sie war von 2000 bis 2003 Sozialministerin des Landes Niedersachsen und von 2004 bis 2009 Sozialministerin des Landes Schleswig-Holstein, zudem war sie Landtagsabgeordnete in beiden Ländern.

## Ausbildung und Beruf
Nach der Mittleren Reife machte Gitta Trauernicht zunächst eine Ausbildung zur Chemielaborantin und Chemietechnikerin und war danach in verschiedenen Unternehmen der Lebensmittelüberwachung und der Medizintechnik in Emden und Bonn tätig. Auf dem Zweiten Bildungsweg holte sie das Abitur nach und absolvierte anschließend ein Studium der Soziologie, der Erziehungswissenschaft und der Deutschen Philologie an der Westfälischen Wilhelms-Universität Münster, welches sie als Magister Artium beendete. Ihre Promotion zum Dr. phil. erfolgte 1989 am Fachbereich Sozialpädagogik und Erwachsenenbildung an der Technischen Universität Berlin mit der Arbeit „Ausreißerinnen und Trebegängerinnen – theoretische Erklärungsansätze, Problemdefinitionen der Jugendhilfe, strukturelle Verursachung der Familienflucht und Selbstaussagen der Mädchen“. Von 1984 bis 1989 war sie zunächst als wissenschaftliche Mitarbeiterin und später als Geschäftsführerin am Institut für soziale Arbeit e. V. in Münster tätig. Danach war sie von 1989 bis 1995 als Senatsdirektorin Leiterin des Amtes für Jugend der Freien und Hansestadt Hamburg.
Gitta Trauernicht ist verheiratet und hat eine Tochter.

## Parteimitgliedschaft und Abgeordnetenmandate
Gitta Trauernicht ist seit 1987 Mitglied der SPD. Vom 4. März 2003 bis zum 23. Juni 2004 gehörte sie dem Niedersächsischen Landtag in dessen 15. Wahlperiode an; ihr Mandat errang sie über die Landesliste der SPD Niedersachsen. Vom 17. März 2005 bis zum 31. Oktober 2014 war sie Mitglied des Schleswig-Holsteinischen Landtags; bei den Landtagswahlen 2005, 2009 und 2012 zog sie jeweils über die Landesliste der SPD in den Landtag ein. Während der 17. Legislaturperiode (2009–2012) amtierte sie als Vizepräsidentin, in der 18. Legislaturperiode ab 2012 bis zu ihrem Ausscheiden war sie stellvertretende Vorsitzende der SPD-Landtagsfraktion.

## Öffentliche Ämter
1995 wurde Trauernicht zur Staatsrätin der Behörde für Schule, Jugend und Berufsbildung der Freien und Hansestadt Hamburg ernannt. Nach der Bürgerschaftswahl 1997 berief der neu gewählte Erste Bürgermeister Ortwin Runde sie zur Chefin der Senatskanzlei.
Am 13. Dezember 2000 trat Trauernicht als Ministerin für Frauen, Arbeit und Soziales des Landes Niedersachsen in die von Ministerpräsident Sigmar Gabriel geführte Landesregierung ein. Nachdem die allein regierende SPD die Landtagswahl 2003 verloren hatte, schied sie am 4. März 2003 aus der Regierung aus.
Am 26. Mai 2004 wurde sie dann als Ministerin für Soziales, Gesundheit und Verbraucherschutz in die von Ministerpräsidentin Heide Simonis geleitete Landesregierung des Landes Schleswig-Holstein berufen. Ab dem 27. April 2005 gehörte sie dem von Ministerpräsident Peter Harry Carstensen geführten Kabinett der Großen Koalition als Ministerin für Soziales, Gesundheit, Familie, Jugend und Senioren an. Nach dem Bruch der Großen Koalition wurden Trauernicht und die drei anderen SPD-Minister mit Ablauf des 21. Juli 2009 vom Ministerpräsidenten aus ihren Ämtern entlassen. Ihr Nachfolger als Sozialminister wurde Christian von Boetticher.
In ihrer Eigenschaft als Regierungsmitglied war Gitta Trauernicht auch stellvertretendes Mitglied des Bundesrates: Vom 13. Dezember 2000 bis zum 4. März 2003 für Niedersachsen und erneut vom 26. Mai 2004 bis zum 21. Juli 2009 für Schleswig-Holstein.

## Tätigkeit für SOS-Kinderdorf
Trauernicht ist Aufsichtsratsvorsitzende des SOS-Kinderdorf e. V. und war zwischen 2012 und 2021 Vizepräsidentin von SOS-Kinderdorf International, dem internationalen Dachverband der nationalen SOS-Kinderdorf-Organisationen.